# Černjanka
Černjanka è una cittadina della Russia europea sudoccidentale, situata nella oblast' di Belgorod; appartiene amministrativamente al rajon Černjanskij, del quale è il capoluogo.
Si trova nella parte centro-settentrionale della oblast', a breve distanza dalla sponda sinistra del fiume Oskol.